# Hans Trauttenberg
Hans Heinrich „Dickie” von Trauttenberg (Német Birodalom, Berlin, 1909. január 6. – Egyesült Királyság, London, 1985. október 25.) Európa-bajnok és világbajnoki bronzérmes osztrák jégkorongozó, olimpikon.
Az osztrák jégkorong-válogatottal négy világbajnokságon és egy olimpián vett részt. Az első, 1930-as jégkorong-világbajnokságon a 4. helyen végeztek. Ez Európa-bajnokságnak is számított, és bronzérmezek lettek. A következő, világbajnokságon bronzérmesek és Európa-bajnokok lettek. 1933-ban ismét a 4. helyet szerezték meg és Európa-bajnoki ezüstérmesek lettek. 1935-ben csak a 6. helyet szerezték meg. Az utolsó nagy tornája az 1936-os téli olimpia volt. Mint csapatkapitány vezette a válogatottat. Hat mérkőzésen játszott, nem lőtt gólt és végül a 6. helyen fejezték be az olimpiát.
Klubcsapatai a WEV és a Streatham IHC voltak.
Élete hátra levő részében Londonban élt és ott hunyt el 1985-ben.